# Orgue hydraulique
L’orgue hydraulique, ou hydraule (Grec : ὕδραυλις), est un type d’orgue à vent dans lequel l’alimentation en air provient d’une chute d’eau qui actionne une pompe ou bien d’une pompe manuelle (dans ce cas l’eau sert à la régularisation de la pression). En conséquence l’hydraule ne nécessite pas de compresseur, ventilateur ou de soufflet.

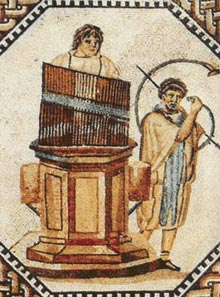
Un orgue hydraulique (ici un hydraule). On note aussi la présence d'un joueur de cornu.

Depuis le XVe siècle il existe des hydraules dans lesquels la chute d’eau sert aussi à actionner le mécanisme de l’orgue tel qu’on le trouve dans les orgues de barbarie : cylindre, disque ou carton perforé. L’hydraule des Grecs anciens est souvent vu comme un orgue entièrement automatique, mais aucune source ne le confirme. Le plus vieil instrument automatique connu a été inventé par les frères Banou Moussa en Arabie au IXe siècle.

## L'hydraule

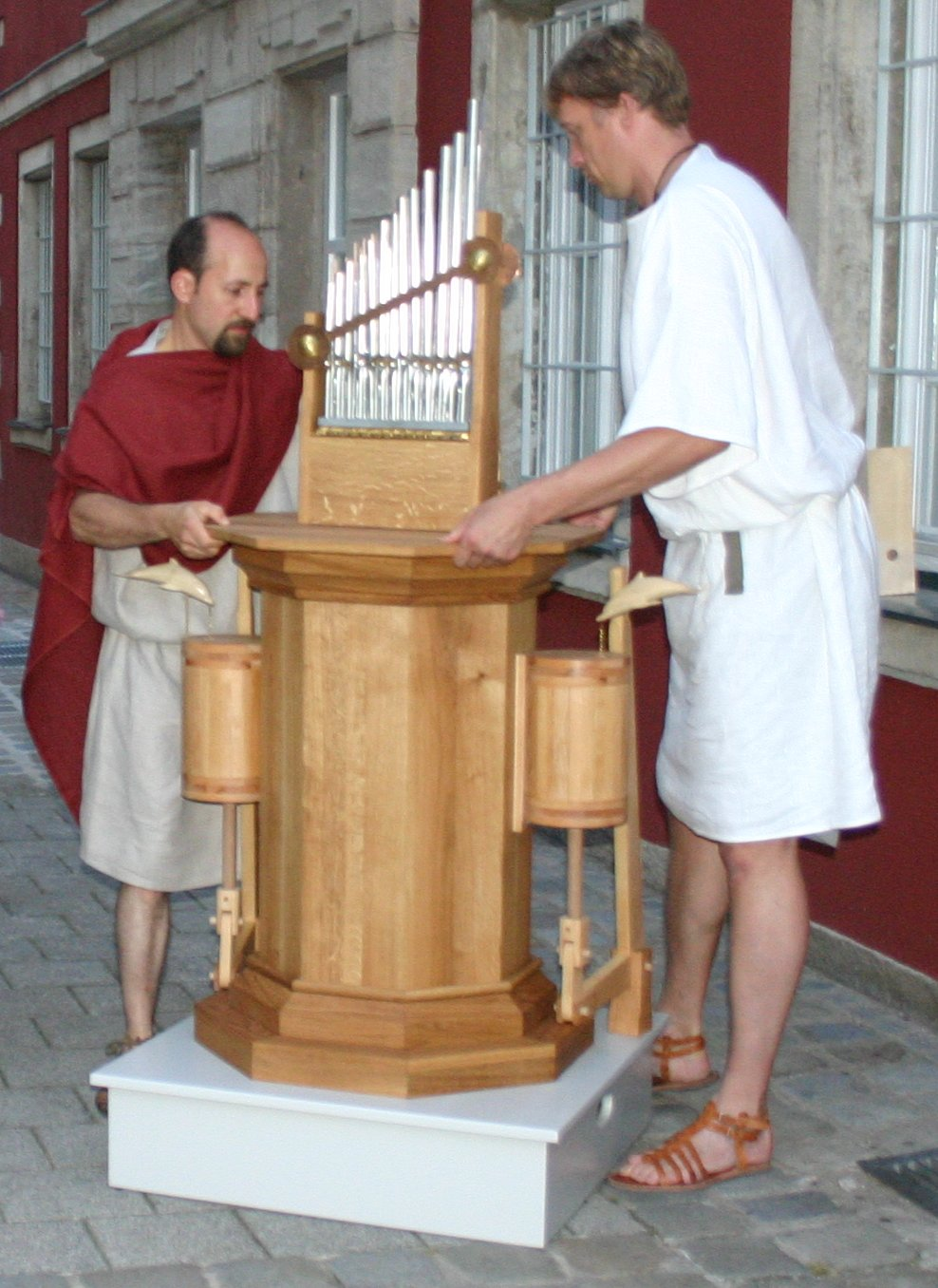
Reconstruction d'un orgue hydraulique.

L’hydraule est le premier type d’orgue à vent dans lequel l’énergie d’une chute d’eau actionne un mécanisme alimentant l’orgue en air. On considère que son inventeur est l’ingénieur du IIIe siècle av. J.-C. Ctésibios d'Alexandrie.
L’hydraule est aussi le premier instrument à clavier, il est donc à l’origine de nos orgues d’église. Il était muni d’un clavier actionné à la main comme nous l’indique le poème de Claudien :
Et qui magna levi detrudens murmura tactu

Innumeras voces segetis moderatus ahenæ,

Intonet erranti digito, penitusque trabali

Vecte laborantes, in carmina concitet undas.
De consulatu Fl. Mallii Theodori panegyris (vers 320-322).
« Qu'un autre enfantant, par une légère pression, des sons au loin retentissant, modère les mille voix de mille tuyaux d'airain, les fasse tonner sous ses doigts errants, et d'une onde profondément agitée par le jeu du levier, tire d'harmonieuses modulations. » (Panégyrique sur le consulat de Flavius Mallius Theodorus, vers 320-322).

## Mécanisme
Le plus souvent, l'eau arrive au-dessus de l'orgue par une conduite. L'air est introduit dans l'eau par aspiration (effet Bernoulli) via une conduite secondaire. L'ensemble arrive dans une chambre aéraulique où s’opère la séparation de l'eau et de l'air.
L'air sous pression ainsi obtenu alimente les tuyaux via le sommier.

## Histoire

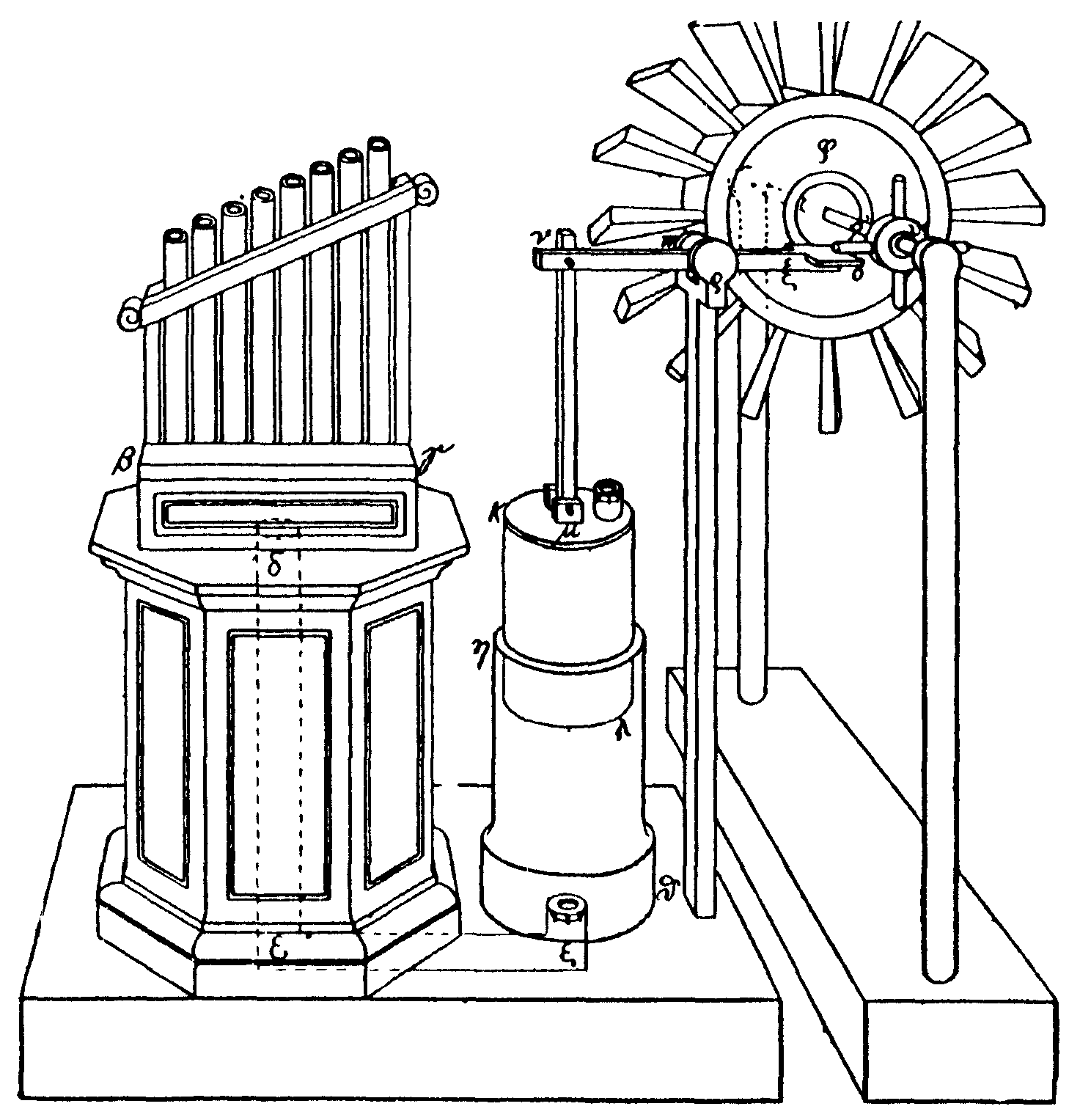
Dessin moderne d'un orgue à tuyaux avec roue à vent selon Héron d'Alexandrie.

On trouve des descriptions d'orgue hydraulique chez Ctésibios d'Alexandrie, mais aussi chez Philon de Byzance et Héron d'Alexandrie. Selon les musicologues, ces orgues imitaient le son des oiseaux ou les sons émis par les colosses de Memnon.
Les caractéristiques de ce type d'orgue ne nous étaient parvenues que par des mosaïques, peintures et divers écrits. En 1931 les restes d'un orgue ainsi qu'une description datant de 228 apr. J.-C. ont été découverts en Hongrie. Les éléments de cuir et de bois de l'orgue avaient disparu, mais différents éléments en métal ont permis de construire une réplique de l'orgue qui se trouve actuellement au Musée d'Aquincum de Budapest.
Après les Grecs, l'orgue hydraulique a rapidement été adopté par les Romains et les Byzantins.
Différentes inventions byzantines et arabes ont permis la construction de l'arbre musical du palais d'Al-Muqtadir (Abbasside), en 908 apr. J.-C.
À la fin du XIIIe siècle, la technique de l'automate hydraulique arrive en Italie et en Europe de l'ouest. À la Renaissance l'orgue hydraulique automatique fait son apparition. Le plus célèbre d'entre eux est construit au XVIe siècle dans les jardins de la Villa d'Este par Luc de Clerc et Claude Venard.

## L'hydraule de Dion

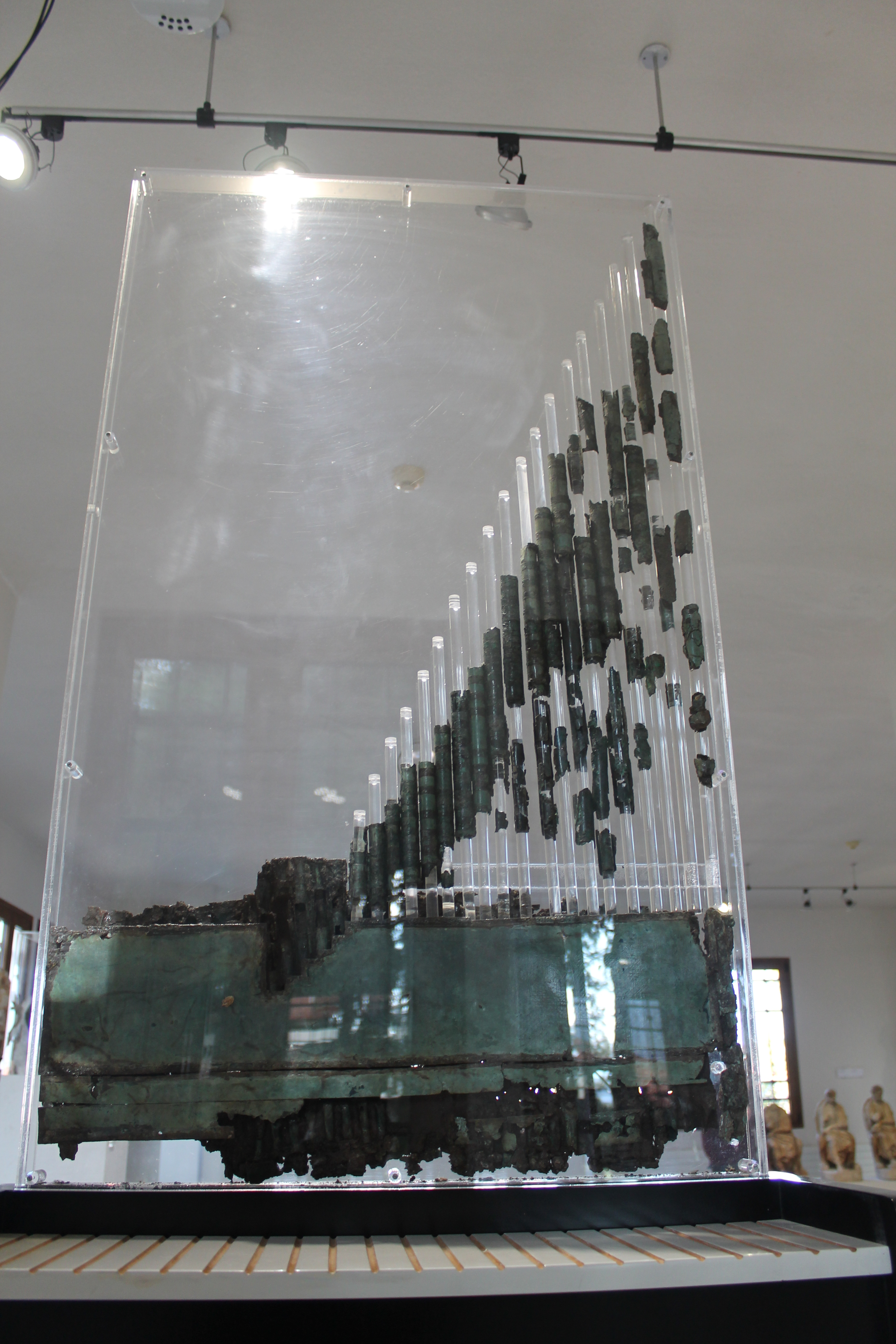
Hydraulis de Dion, Musée archéologique de Dion.

En 1992 les restes d'un hydraule du Ier siècle ont été trouvés à Dion, une ancienne cité macédonienne près du mont Olympe en Grèce, lors de fouilles effectuées par Dimitrios Pandermalis (en).
L’instrument se composait de 24 tuyaux ouverts de hauteurs différentes  avec une base de tuyau conique. Les 19 premiers tuyaux présentent une hauteur de 89 à 22 cm. Leur diamètre intérieur diminue progressivement de 2 à 1,5 cm. Ces 19 tuyaux correspondent au « système parfait » de la musique grecque antique, qui se composait d'une échelle chromatique et diatonique. Les tuyaux no 20 à 24 sont plus petits et presque égaux en hauteur. Ils semblent former une extension de la gamme diatonique.
L'extrémité conique des tubes est insérée dans une plaque de métal. Juste avant la partie de rétrécissement de tous les tuyaux, une ouverture est pratiquée pour produire la turbulence de l'air sous pression et générer le son du tuyau. Les tuyaux sont constitués de deux plaques métalliques. Celle dirigée vers l'extérieur comporte des motifs décoratifs.
L'instrument avait deux rangées de touches. La partie inférieure de l'orgue, avec le système d'air d’alimentation en air, a disparu. En 1995 un projet de reconstruction a commencé. En 1999, une réplique de l’instrument a été faite sur la base des constatations archéologiques et sur les descriptions antiques. Les restes de l’instrument sont visibles au musée de Dion.